# Clement Storer
Clement Storer, född 20 september 1760 i Kennebunk, Massachusetts (nuvarande Maine), död 21 november 1830 i Portsmouth, New Hampshire, var en amerikansk politiker (demokrat-republikan). Han representerade delstaten New Hampshire i båda kamrarna av USA:s kongress, först i representanthuset 1807-1809 och sedan i senaten 1817-1819.
Storer studerade medicin i New Hampshire och i Europa. Han arbetade sedan som läkare i Portsmouth, New Hampshire. Han blev invald i representanthuset i kongressvalet 1806. Han återvände till sin läkarpraktik efter en mandatperiod.
Senator Jeremiah Mason avgick 1817 och efterträddes av Storer. Han efterträddes i sin tur 1819 av John Fabyan Parrott. Storer tjänstgjorde sedan fram till 1824 som High Sheriff i Rockingham County, New Hampshire.
Storer avled 1830 och han gravsattes på North Cemetery i Portsmouth.